# Ronde van Spanje 1963
De 18e editie van de Ronde van Spanje ging op 1 mei 1963 van start in Gijón, in het noorden van Spanje. Na 2442 kilometer en 15 etappes werd op 15 mei in Madrid gefinisht. De ronde werd gewonnen door de Fransman Jacques Anquetil. 

## Eindklassement
Jacques Anquetil werd winnaar van het eindklassement van de Ronde van Spanje van 1963 met een voorsprong van 3 minuten en 6 seconden op José Martín Colmenarejo. In de top tien eindigden zes Spanjaarden. De beste Nederlander was Bas Maliepaard met een 4e plek in het eindklassement en een overwinning in het puntenklassement.
Met deze eindzege werd Jacques Anquetil de eerste renner die de 3 grote ronden op zijn palmares mocht schrijven.
| rang | renner                  | land      | ploeg         | tijd       |
| ---- | ----------------------- | --------- | ------------- | ---------- |
| 1    | Jacques Anquetil        | Frankrijk | Saint Raphael | 64u 46'20" |
| 2    | José Martín Colmenarejo | Spanje    | Faema         | + 3'06"    |
| 3    | Miguel Pacheco          | Spanje    | Kas           | + 3'32"    |
| 4    | Bas Maliepaard          | Nederland | Saint Raphael | + 5'06"    |
| 5    | Francisco Gabica        | Spanje    | Kas           | + 7'57"    |
| 6    | Antonio Suárez          | Spanje    | Faema         | + 8'13"    |
| 7    | Eusebio Vélez           | Spanje    | Kas           | + 8'34"    |
| 8    | Antonio Gómez del Moral | Spanje    | Faema         | + 9'10"    |
| 9    | Jean Stablinski         | Frankrijk | Saint Raphael | + 9'31"    |
| 10   | Guillaume Van Tongerloo | België    | GBC-Libertas  | + 10'48"   |

## Etappe-overzicht
| Etappe | Van - naar            | Km       | Etappewinnaar      | Klassementsleider |
| ------ | --------------------- | -------- | ------------------ | ----------------- |
| 1a     | Gijón - Mieres        | 45       | Antonio Barrutia   | Antonio Barrutia  |
| 1b     | Mieres - Gijón        | 52 (ITT) | Jacques Anquetil   | Jacques Anquetil  |
| 2      | Gijón - Torrelavega   | 175      | José Segu          | Jacques Anquetil  |
| 3      | Torrelavega - Vitoria | 249      | Antonio Barrutia   | Jacques Anquetil  |
| 4      | Vitoria - Bilbao      | 104      | Jan Lauwers        | Jacques Anquetil  |
| 5      | Bilbao                | 191      | Bas Maliepaard     | Jacques Anquetil  |
| 6      | Bilbao - Éibar        | 165      | Guy Ignolin        | Jacques Anquetil  |
| 7      | Éibar - Tolosa        | 138      | Valentin Uriona    | Jacques Anquetil  |
| 8      | Tolosa - Pamplona     | 169      | José Pérez Francés | Jacques Anquetil  |
| 9      | Pamplona - Zaragoza   | 180      | Roger Baens        | Jacques Anquetil  |
| 10     | Zaragoza - Lérida     | 144      | Jean Stablinski    | Jacques Anquetil  |
| 11     | Lérida - Barcelona    | 182      | Jan Lauwers        | Jacques Anquetil  |
| 12a    | Barcelona             | 80       | Frans Aerenhouts   | Jacques Anquetil  |
| 12b    | Sitges - Tarragona    | 52 (ITT) | Miguel Pacheco     | Jacques Anquetil  |
| 13     | Tarragona - Valencia  | 252      | Seamus Elliott     | Jacques Anquetil  |
| 14     | Cuenca - Madrid       | 177      | Roger Baens        | Jacques Anquetil  |
| 15     | Madrid                | 87       | Guy Ignolin        | Jacques Anquetil  |